# Лонсдейл, Майкл
Майкл Ло́нсдейл (фр. Michael Lonsdale; французское произношение: Майкл Лонсда́ль, иногда Мише́ль Лонсда́ль; 24 мая 1931, Париж — 21 сентября 2020, там же) — французский актёр, режиссёр, чтец, художник. Лонсдейл сыграл десятки ролей в театре и кино.

## Биография
Родился в Париже от внебрачной связи английского офицера Эдварда Лонсдейл-Крауча и француженки с ирландскими корнями. Билингв, одинаково владевший английским и французским языками.

## Избранная фильмография
(см. французскую версию статьи)
- 1955 — Это случилось в Адене / C’est arrivé à Aden — Синклер
- 1967 — Невеста была в чёрном / La Mariée était en noir — Рене Моран
- 1968 — Украденные поцелуи / Baisers volés — Жорж Табар
- 1969 — Замороженный / Hibernatus — профессор Эдуар Лорьеба
- 1971 — Жил-был полицейский / Il Etait Une Fois Un Flic — комиссар Люка
- 1971 — Шум в сердце / Le Souffle au cœur — отец Анри
- 1971 — Out 1: Не прикасайся ко мне / Out 1: Noli me tangere — Тома
- 1972 — День Шакала / Chacal (The day of the chacal) — комиссар Лебель
- 1972 — Старая дева / La Vieille Fille
- 1974 — Стависки / Stavisky — доктор Мези, личный врач и друг Александра
- 1974 — У савана нет карманов / Un linceul n’a pas de poches
- 1974 — Призрак свободы / Le fantôme de la liberté
- 1975 — Галилео / Galileo — кардинал Барберини, позже — папа Урбан VIII
- 1975 — Травля / La Traque
- 1975 — Специальное отделение / Section spéciale
- 1977 — Обвинитель / L’Imprécateur
- 1979 — Лунный гонщик / Мoonraker, реж. Льюис Гильберт (11-й фильм Бондианы) — Хьюго Дракс, миллиардер-психопат
- 1979 — Переход / The Passage — подпольщик Ренудо
- 1986 — Имя розы / The Name of the Rose — Аббат
- 1995 — Нелли и месье Арно / Nelly et Monsieur Arnaud — Долабелла
- 1998 — Дон Жуан / Don Juan — дон Луис
- 1998 — Ронин / Ronin — Жан-Пьер
- 2000 — Актёры / Les Acteurs
- 2005 — Мюнхен / Munich — Папа
- 2007 — Призраки Гойи — глава Инквизиции
- 2007 — Старая любовница / Une vieille maitresse — виконт де Прони
- 2007 — Кадровый вопрос / La Question humaine
- 2009 — Однажды в Версале / Bancs publics (Versailles rive droite)
- 2009 — Агора / Ágora — Теон
- 2010 — Люди и боги / Des hommes et des dieux — Люк

### Документальное кино
- 2013 — Маргерит Юрсенар, алхимия пейзажа / Marguerite Yourcenar, alchimie du paysage (голос за кадром)[8]